# Ramonda (canção de Teya Dora)
"Ramonda" (em cirílico sérvio: Рамонда); é um single da cantora sérvia Teya Dora, lançado a 25 de Janeiro de 2024 que representará a Sérvia no Festival Eurovisão da Canção de 2024, após ter vencido o concurso «Pesma za Evroviziju '24».
A canção atuou na 1ª semifinal, tendo sido apurada para a final onde ficou em 17.º lugar com 54 pontos.

## Composição e receção
A letra da canção foi escrita pelo cantor e por Andrijano «Ajzi» Kadović, enquanto a música e os arranjos ficaram a cargo do cantor e de Luka «Luxonee» Jovanović. A canção foi descrita como uma «canção de embalar mágica».

### Pesma za Evroviziju '24
Em Dezembro de 2023, Teya Dora apareceu na lista de participantes do «Pesma za Evroviziju '24», a final nacional sérvia do Festival Eurovisão da Canção de 2024. A 25 de Janeiro de 2024 foi lançada a canção «Ramonda», juntamente com todas as outras canções do concurso. A canção qualificou-se na sua semi-final a 29 de Fevereiro de 2024 e venceu o concurso com 22 dos 24 pontos possíveis a 2 de Março de 2024, tornando-se assim a representante da Sérvia no Festival Eurovisão da Canção de 2024.